# Boskovštejn
Boskovštejn (en allemand : Boskowstein) est une commune du district de Znojmo, dans la région de Moravie-du-Sud, en République tchèque. Sa population s'élevait à 156 habitants en 2020.

## Géographie
Boskovštejn est arrosée par la Jevišovka, un affluent de la Dyje, et se trouve à 17 km au nord-nord-ouest de Znojmo, à 55 km à l'ouest-sud-ouest de Brno et à 163 km au sud-est de Prague.
La commune est limitée par Prokopov, Jiřice u Moravských Budějovic et Střelice au nord, par Jevišovice à l'est, par Bojanovice au sud-est, par Pavlice au sud-ouest, et par Grešlové Mýto à l'ouest.

## Histoire
La première mention écrite de la localité date de 1586.